# Shine a Little Light
Shine a Little Light is een nummer van de Nederlandse zanger VanVelzen uit 2007. Het is de vierde en laatste single van hun debuutalbum Unwind.
"Shine a Little Light" was minder succesvol dan de drie vorige singles van Unwind. Met een 6e positie in de Tipparade viel het net buiten de Nederlandse Top 40.